# Ethmostigmus waiainus
Ethmostigmus waiainus är en mångfotingart som beskrevs av Chamberlin 1920. Ethmostigmus waiainus ingår i släktet Ethmostigmus och familjen Scolopendridae. Inga underarter finns listade i Catalogue of Life.